# Pharao
Pharao är en tysk eurodancegrupp bildad 1994 och bestående av främst den indisk-egyptiska sångerskan Kyra Pharao (Claudia Banerjee) och den amerikanska rapparen Deon Blue. Gruppen var som mest känd under 1990-talet och bland deras mest kända låtar märks There is a Star, World of Magic och Temple of Love.